# 지선당
지선당(止善堂)은 대한민국 전북특별자치도 진안군 동향면 능금리에 있는 사당이다. 2000년 6월 23일 전라북도의 문화재자료 제159호로 지정되었다.

## 개요
조선 중기 박지영의 뜻을 따라 그의 후손들이 세운 서당이다.
박지영의 조상들은 원래 금산에 살았으나 임진왜란(1592) 때 박지영이 이곳에 온 후 후손들도 여기서 정착하게 되었다.
지선당은 문중의 자제와 지방의 후학들을 위해 세운 것으로 지은 시기를 정확하게 알 수 없으나 안에 걸려 있는 박상탁의 현판으로 보아 영조 48년(1772)에 세운 것으로 추정한다. 이곳에서 순조 16년(1816) 문과에 급제하고 공조 참판까지 올랐던 정재영과 헌종 6년(1840) 진사시에 합격한 박제대를 비롯하여 진사 5명이 배출되었다고 한다.
앞면 4칸·옆면 2칸 규모이며, 지붕은 옆면에서 볼 때 여덟 팔(八)자 모양을 한 팔작지붕으로 꾸몄다. 건물은 현재 박씨 사당으로 쓰고 있다.

## 참고 자료
- 지선당 - 국가유산청 국가유산포털